# Simor András (költő)
Simor András (Budapest, 1938. július 5. –) magyar költő, író, műfordító, főszerkesztő, tanár.

## Pályája
Középiskolai tanulmányait a Kölcsey Ferenc Gimnáziumban végezte, majd 1957-ben felvételt nyert az Eötvös Loránd Tudományegyetem Bölcsészettudományi Karán magyar-történelem szakra. A történelem szakot spanyol szakra cserélve 1962-ben magyar-spanyol szakos középiskolai tanárként fejezte be egyetemi tanulmányait. 1962-től 1977-ig a Szinyei Merse Pál Gimnázium és Általános Iskolában, majd 1977-2004-ig a Táncsics Mihály Gimnáziumban tanított spanyol nyelvet.
Íróként, költőként 1957-ben jelentkezett első írásaival az irodalmi lapokban. Azóta folyamatosan publikál verses könyveket, prózai írásokat, tanulmányköteteket, műfordításköteteket. Az Ezredvég című irodalmi, művészeti és társadalomkritikai folyóirat főszerkesztője és a Z-füzetek és Z-könyvek című könyvsorozat szerkesztője.
A Szinyei Merse Gimnáziumban tanár-diák kutatócsoportot szervezett elfeledett művek publikálása céljából. Ezt a munkát folytatta a Táncsics Mihály Gimnáziumban, ahol 1984-ben létrehozták a Táncsics-sorozatot. Bessenyei György, Barcsay Ábrahám, Orczy Lőrinc, Táncsics Mihály, Vasvári Pál, Medgyes Lajos, Kerényi Frigyes, Szini Károly, Samarjay Károly, Szabó Endre, Emőd Tamás munkáit rendezték sajtó alá és jelentették meg. A kiadott könyvekről részletes méltatások jelentek meg, tudományos művekben azóta is folyamatosan hivatkoznak rájuk. Irodalomtörténeti kutatásait Az ismeretlen XIX. század, avagy Petőfi holdudvara című tanulmánykötetében (1999) összegezte.
Eliseo Diego, David Chericián és Fayad Jamís költőkkel spanyol nyelvű Petőfi- illetve József Attila-kötetet készített, melyek 1998-ban és 1999-ben új kiadásban is megjelentek. Mindkét kötetnek spanyolországi és latin-amerikai visszhangja is volt, a József Attila-kötet Spanyolországban is megjelent.
Kollégáival együtt négy spanyol nyelvkönyvet, és önállóan két spanyol nyelvi kiegészítő tankönyvet írt, amelyeket ma is számos gimnáziumban használnak.
Írói munkájáért 1991-ben Nagy Lajos-díjat, 1998-ban MSZOSZ-díjat kapott. A magyar költészet latin-amerikai és a latin-amerikai költészet magyarországi megismertetéséért végzett munkájáért 1994-ben a Kubai Írószövetség érdemrendjével tüntették ki. Tanári munkájáért 1989-ben kiváló pedagógus címet, 1994-ben Táncsics-gyűrűt kapott.

## Művei

### Verseskötetek
- Tereld a felhőket!; Magvető, Bp., 1962 (Új termés)
- Hangjegy az utcák énekében; Magvető, Bp., 1967
- Partizánerdő; Magvető, Bp., 1970
- Próbálj kirabolni!; Magvető, Bp., 1971
- Világcirkusz; Magvető, Bp., 1973
- Meglátogatom magamat; Magvető, Bp., 1975
- Vurstli; Magvető, Bp., 1977
- Hol van Ariadné?; Magvető, Bp., 1981
- És voltak boldog békeidők; Zrínyi, Bp., 1984
- Kik örülnek az orgonáknak?; Magvető, Bp., 1985
- Derűs századvég. Válogatott versek; Magvető, Bp., 1987
- Álmok és jelenések; ill. Bálványos Huba; Simor András, Bp., 1988
- Az óra kilenckor állt meg; Szellemiség Alapítvány, Bp., 1990
- A járókelő és a szakállas; Simor András, Bp., 1990
- Európai idill. Baranyi Ferenc, Csala Károly, Simor András versei; ill. Bálványos Huba; Országos Grafikai Műhely, Vác, 1990
- Fohász Prométheuszhoz. Versek; Zrínyi, Bp., 1990 (Z-füzetek)
- A lélek is hajléktalan. Versek; szerzői, Bp., 1993 (Z-füzetek)
- Hagyaték. Versek; szerzői, Bp., 1994 (Z-füzetek)
- Magyar Cyrano. Versek; szerzői, Bp., 1995 (Z-füzetek)
- Féleleműző. Versek; szerzői, Bp., 1997 (Z-füzetek)
- Balga Prométheusz. Válogatott és új versek, 1986–1997; Eötvös, Bp., 1998
- Kérdések Sancho Panzához. Versek; szerzői, Bp., 2000 (Z-füzetek)
- Átváltozások könyve; Eötvös, Bp., 2001
- Ez vagyok én. Versek; szerzői, Bp., 2002 (Z-füzetek)
- Ezredvégi szatírák. 77 vers; szerzői, Bp., 2003 (Z-füzetek)
- Kígyóvilág. Versek; szerzői, Bp., 2005 (Z-füzetek)
- Narcissus poeticus. 16 poemas y un ensayo / 16 vers és egy tanulmány; spanyolra ford. David Chericián et al.; szerzői, Bp., 2005 (Z-füzetek)
- Colón moderno. Poemas cubanos, 1961–2005; spanyolra ford. David Chericián et al.; Simor András, Bp., 2006 (Z)
- Palackposta a 21. századnak. Versek; szerzői, Bp., 2006 (Z-füzetek)
- Dinoszaurusz testvér üzenete. Válogatott versek, 1997–2007; szerzői, Bp., 2007
- Félszegségem természetrajza. Válogatott kisprózák, 1990–2007; szerzői, Bp., 2007
- Európa-akol. Versek, 2006–2007; szerzői, Bp., 2008 (Z-füzetek)
- Időutazás. Versek; szerzői, Bp., 2008 (Z)
- Baljós nyár. Versek; szerzői, Bp., 2009 (Z-füzetek)
- Tavaszváró. Versek; szerzői, Bp., 2010 (Z-füzetek)
- Vicsorogjunk, hű farkasok. Versek; szerzői, Bp., 2011 (Z)
- Egy másik haza. Versek, 2011–2012; Simor András, Bp., 2012 (Z-füzetek)
- Tűzimádó ének. Válogatott és új versek, 2006–2012; Simor András, Bp., 2012
- Tüntessetek, virágok. Versek, 2012–2013; Simor András, Bp., 2013 (Z-füzetek)
- Jézus átka. 100 vers, 2013–2014; szerzői, Bp., 2014
- Versek a leendőért, 2014–2015; szerzői, Bp., 2015 (Z-füzetek)
- Keresem magam. Versek, 2015–2016; szerzői, Bp., 2016 (Z)
- Hiányrímek. Versek és műfordítások; Simor András, Bp., 2017 (Z-füzetek)
- Hajléktalan Miatyánk. Versek; Simor András, Bp., 2018 (Z-füzetek)

### Prózai írások
- A négylevelű lóhere; Magvető, Bp., 1990 (Rakéta regénytár)
- Siess, Noé atyánk. Versek és prózák; Simor András, Bp., 1991 (Z-füzetek)
- Beszélgetések K.-val. Kisregény; szerzői, Bp., 1991 (Z-füzetek)
- A költő és a bankkisasszonyok. Tárcák; szerzői, Bp., 1992 (Z-füzetek)

### Tanulmánykötetek, tankönyvek
- Így élt Korvin Ottó; Móra, Bp., 1977 (Így élt)
- Így élt Szamuely Tibor; Móra, Bp., 1978 (Így élt)
- Gerse Károlyné–Simor András: Spanyol nyelvkönyv; Tankönyvkiadó, Bp., 1979
- A Rózsa testvérek. Rózsa Ferenc és Richárd élete; Kozmosz Könyvek, Bp., 1979
- Táncsicstól Ladányiig; Szépirodalmi, Bp., 1987
- Kis magyar verstörténet; Simor András, Bp., 1990
- Meglátogatott Roque. Találkozásaim egy költővel; szerzői, Bp., 1991 (Z-füzetek)
- Ladányi Mihály. Pályakép az előtörténet költőjéről; szerzői, Bp., 1993 (Z-füzetek)
- Pályám bére. Vallomás; Simor András, Bp., 1995 (Z-füzetek)
- Irodalmi töprengéseim. Miniesszék; szerzői, Bp., 1997 (Z-füzetek)
- Az ismeretlen XIX. század, avagy Petőfi holdudvara; Eötvös, Bp., 1999
- 7 tanulmány a hispán-amerikai költészetről; Eötvös, Bp., 2004

### Önálló műfordításkötetek
- Tran Dang Khoa: Sárga lepke, 1972
- A Mambiala dombja (kubai néger mesék), 1974
- Majakovszkij: Így jó!, 1979
- Fegyverek szomorú éjszakája (mai latin-amerikai költők), 1982
- Az erdő elfoglalása. Műfordítások; Simor András, Bp., 1990
- Nguyen Du: Kju regénye avagy a meggyötört lélek sóhaja, 1994
- Víctor Valera Mora: Első számú álom, 1996
- A szerelmes és a Halál (100 régi spanyol románc)
- Francisco de Quevedo: Száz szonett (kétnyelvű), 1997
- Gustavo Adolfo Bécquer: Rímek (kétnyelvű), 1998
- Jorge Manrique: Összes versei (kétnyelvű), 1999
- Juan Ruiz hitai esperes: Jó szerelem könyve, 2001
- Afrikai névtelen költészet; ford. Simor András; Simor András, Bp., 2015

### Szerkesztésében és részben fordításában megjelent gyűjtemények
- Tengerre néző cellák (irodalmi és politikai írások spanyol, görög, dél-afrikai börtönökből), 1970
- Néger kiáltás (irodalmi és politikai antológia Fekete Afrikáról), 1972
- Kígyóölő ének (irodalmi és politikai antológia Latin-Amerikáról), 1973
- Nicolás Guillén: Gitárszóló, 1975
- Gorillák és gitárok (latin-amerikai fiatalok), 1976
- Sasok és kondorkeselyűk (navatl és kecsua költészet)1977
- Sandino fiai (nicaraguai irodalmi antológia), 1985
- Krónika a jövőnek (XIX. és XX. századi kubai költészet és próza, Dobos Évával)1988
- Nicolás Guillén: A szív, amellyel élek (kétnyelvű), 1995
- 12 spanyol és latin-amerikai költő (kétnyelvű), 1996
- Sándor Petőfi: Poemas, 1998
- Attila József: Poesías, 1999
- Spanyol költők tára, 2000

### Tankönyvek
(Gergelyi Mihályné, Gerse Károlyné, Korencsy Zsolt, Lizsicsár Éva közreműködésével):
- Spanyol tankönyv, I., 1979
- Spanyol tankönyv, II, 1980
- Antología poética, 1987
- América Latina, 1996
- España, 1997

### Külföldi kiadások
- Sándor Petőfi: Poesías, 1973, Havanna
- Így élt Szamuely Tibor, 1981, Moszkva
- Cuatro poetas húngaros; Simor András, Bp., 2012 (Z)
- Versek franciául, olaszul, oroszul, románul, szerb-horvátul, spanyolul, vietnamiul. Szerb-horvátul Radovan Zogović, spanyolul Eliseo Diego, Fayad Jamís, David Chericián, Yolanda Ulloa fordításában